# Samo Šalamon

## Biografija
Samo Šalamon je »eden najbolj talentiranih mladih kitaristov in skladateljev na današnji jazz sceni« (Allmusic.com, ZDA). Do sedaj je posnel več kot 200 avtorskih kompozicij in 22 albumov kot vodja za svetovno priznane založbe, kot so Clean Feed Records, Fresh Sound New Talent, Not Two Records, Steeplechase Records in Splasch Records in igral ter snemal s svetovnimi zvezdami jazza, kot so John Scofield, Howard Levy, Tim Berne, Paul McCandless, Mark Turner, Michel Godard, John Hollenbeck, Drew Gress, Nguyen Le, Tony Malaby, Mark Helias, Tom Rainey, Dave Binney, Josh Roseman, John Hebert, Donny McCaslin, Dominique Pifarely, Gerald Cleaver, Bruno Chevillon, Loren Stillman, John O'Gallagher, Julian Arguelles, Carlo DeRosa, Tyshawn Sorey, Matt Brewer, Alex Machacek, Manu Codjia, Mikkel Ploug, Luciano Biondini, Jim Mullen, Rudi Mahall, Sabir Mateen, Fareed Haque, Rudy Linka, Paolino Dalla Porta, Ares Tavolazzi, Roberto Dani, Joris Teepe, Bruno Cesselli, Zlatko Kaučič, Salvatore Maiore, Kyle Gregory, Emanuele Cisi, Gianluca Petrella, Dejan Terzic, Wilbert de Joode in drugi.
Prestižna angleška založba Penguin Books (Brian Morton & Richard Cook: The Penguin Jazz Guide - The History of the Music in the 1001 Best Albums (Penguin Books, 2011) je leta 2011 ploščo Sama Šalamona z naslovom Ornethology uvrstila med 1001 najboljših plošč v zgodovini jazz glasbe ob bok velikanom jazza, kot so Miles Davis, Thelonious Monk, John Coltrane, Duke Ellington, Herbie Hancock, Chick Corea, Charlie Parker in drugi. Samo Šalamon je edini slovenski glasbenik, ki mu je to uspelo!

## Diskografija
| Leto izida | Naslov                               | Založba                | Zasedba |
| ---------- | ------------------------------------ | ---------------------- | --- |
| 2018       | Peaks of Light                       | Samo Records           | Samo Salamon, Howard Levy                                                                                    |
| 2018       | Traveling Moving Breating            | Clean Feed Records     | Samo Salamon, Tony Malaby, Roberto Dani                                                                      |
| 2017       | Free Sessions Vol. 1: Planets of Kei | Not Two Records        | Samo Salamon, Achille Succi, Szilard Mezei                                                                   |
| 2017       | The Colours Suite                    | Clean Feed Records     | Samo Salamon, Julian Arguelles, Achille Succi, Pascal Niggenkemper, Christian Lillinger, Roberto Dani        |
| 2016       | windS                                | Klopotec Records       | Samo Salamon, Stefano Battaglia                                                                              |
| 2016       | Unity                                | Samo Records           | Samo Salamon, Julian Arguelles, John Hollenbeck                                                              |
| 2015       | Little River                         | Samo Records           | Samo Salamon, Paul McCandless, Roberto Dani                                                                  |
| 2014       | Ives                                 | Samo Records           | Samo Salamon, Manu Codjia, Mikkel Ploug                                                                      |
| 2014       | 2 Alto                               | Steeplechase Records   | Samo Salamon, Loren Stillman, John O'Gallagher, Roberto Dani                                                 |
| 2014       | Orchestrology                        | KGOSF Records          | Samo Salamon, Roberto Dani, Slovene Philharmonic String Chamber Orchestra                                    |
| 2013       | Stretching Out                       | Samo Records           | Samo Salamon, Donny McCaslin, Dominique Pifarely, Bruno Chevillon, John Hebert, Gerald Cleaver, Roberto Dani |
| 2012       | Eleven Stories                       | Samo Records           | Samo Salamon, Michel Godard, Roberto Dani                                                                    |
| 2011       | Duality                              | Samo Records           | Samo Salamon, Tim Berne, Achille Succi, Tom Rainey, Roberto Dani                                             |
| 2011       | Almost Almond                        | Sanje Records          | Samo Salamon, Drew Gress, Tom Rainey                                                                         |
| 2009       | Live!                                | Samo Records           | Samo Salamon, Michel Godard, Roberto Dani                                                                    |
| 2008       | Mamasaal feat. Mark Turner           | Dometra Records        | Samo Salamon, Mark Turner, Matt Brewer, Aljoša Jerič                                                         |
| 2007       | Fall Memories                        | Splasc(h) Records      | Samo Salamon, Luciano Biondini, Michel Godard, Roberto Dani                                                  |
| 2007       | Nano                                 | Goga Records           | Samo Salamon, Julian Arguelles, Michel Godard, Roberto Dani                                                  |
| 2006       | Government Cheese                    | Fresh Sound New Talent | Samo Salamon, David Binney, Josh Roseman, Mark Helias, Gerald Cleaver                                        |
| 2006       | Kei's Secret                         | Splasc(h) Records      | Samo Salamon, Achille Succi, Carlo DeRosa, Tyshawn Sorey                                                     |
| 2005       | Two Hours                            | Fresh Sound New Talent | Samo Salamon, Tony Malaby, Mark Helias, Tom Rainey                                                           |
| 2005       | Ela's Dream                          | Splasc(h) Records      | Samo Salamon, Achille Succi, David Binney, Kyle Gregory, Paolino Dalla Porta, Zlatko Kaučič                  |
| 2003       | Ornethology                          | Samo Records           | Samo Salamon, Achille Succi, Salvatore Maiore, Zlatko Kaučič                                                 |

1. ↑  MAK